# Поцелуй Чаниты
«Поцелуй Чаниты» — художественный широкоформатный фильм в жанре музыкальной комедии по мотивам одноименной оперетты Юрия Милютина и Евгения Шатуновского. Снят режиссёром Евгением Шерстобитовым на киностудии имени Александра Довженко в 1974 году. Премьера фильма состоялась 16 сентября 1974 года.

## Сюжет
Красавица Чана Рамирос вместе с тремя друзьями приезжает в свой родной город Сан-Лоренто. Услышавший её пение владелец бара плут и богач Чезаре, стремящийся стать мэром, предлагает ей златые горы за любовь. Любовница Чезаре, певица из его бара Анжела, в приступе злости бьёт в баре посуду, за это выгоняют на улицу судомойку Аниту, в которую влюбляется друг Чаниты — студент Рамон.
Чезаре нанимает сыщика-детектива Кавалькадоса, и друзей Чаниты сажают в тюрьму. Условием их освобождения Чезаре объявляет согласие Чаниты выйти за него замуж. На свадьбе вместо Чаниты под фатой оказывается Анжела, которая теперь на правах жены и владелицы бара разрывает контракт с Чанитой, заявляя, что в баре петь будет только она. Студенты оказываются на свободе, а зло посрамлено.

## В ролях
| Актёр               | Роль                        | Поёт           |
| ------------------- | --------------------------- | -------------- |
| Лариса Ерёмина      | Чана Рамирос                | Л. Гримальская |
| Алефтина Евдокимова | Анжела                      | Е. Чепелинская |
| Наталия Дрожжина    | Анита                       | З. Невская     |
| Борис Дьяченко      | Пабло                       | Ю. Рожков      |
| Феликс Пантюшин     | Рамон                       | С. Минахин     |
| Виталий Дорошенко   | Диего                       |                |
| Александр Горелик   | Чезаре                      |                |
| Спартак Мишулин     | префект полиции             |                |
| Николай Гаврилов    | режиссёр варьете Вундервуд  |                |
| Оскар Волин         | сержант полиции             |                |
| Ирина Мурзаева      | сестра Лиги нравственности  |                |
| Серафима Пейсина    | сестра Лиги нравственности  |                |
| Инна Батасова       | сестра Лиги нравственности  |                |
| Нина Хинич          | сестра Лиги нравственности  |                |
| Валентин Грудинин   | шофёр Чезаре                |                |
| Дмитрий Капка       | дядюшка Филиппе             |                |
| Олег Комаров        | репортёр                    |                |
| Сергей Шеметило     | хозяин ремонтной мастерской |                |
| Александр Толстых   | горожанин (нет в титрах)    |                |
| Николай Гудзь       | эпиз.                       |                |